# NGC 264
NGC 264 este o galaxie lenticulară situată în constelația Sculptorul. A fost descoperită în 30 august 1834 de către John Herschel.